# Согло, Нисефор
Нисефор Дьедонне Согло (фр. Nicéphore Dieudonné Soglo; род. 29 ноября 1934, Ломе, Французская Дагомея) — бенинский политический деятель, премьер-министр страны с 1990 по 1991 г. и президент с 1991 по 1996 год. Также занимает пост мэра города Котону с 2003 года.

## Биография
Согло родился в Того. После получения степени по праву и экономике в Парижском университете Согло вернулся в Бенин (в то время страна называлась Республика Дагомея) и занял должность инспектора по финансам (1965—1967). После того, как его двоюродный брат полковник Кристоф Согло отстранил от власти президента Суру Миган Апити, он был назначен на должность министра финансов и экономических дел. После переворота 1972 года, когда к власти пришёл Матье Кереку, он покинул страну и занимал должности в таких международных организациях как Международный валютный фонд (МВФ) и Всемирный банк.
В конце 1980-х, столкнувшись с недовольством экономическим развитием, правительство Кереку согласилось на созыв национальной конференции, которая должна была привести страну к демократии и вернуть многопартийную систему. Конференция предложила Нисефору Согло пост премьер-министра, он вступил в должность 12 марта 1990 года. Конференция также подготовила проект конституции, который был принят на референдуме 2 декабря 1990 года.
На первых всеобщих многопартийных президентских выборах Согло занял первое место в первом туре (10 марта 1991 года), набрав 36,31 % голосов. Во втором туре выборов (24 марта) его оппонентом был действующий президент Матье Кереку; тогда Согло получил 67,73 % голосов избирателей и тем самым победил в выборах. Вступил в должность 4 апреля 1991.
В 1993 году Согло возглавил бенинскую делегацию, которая принимала участие в первой Токийской международной конференции по развитию Африки.
Через год его жена Розин создала Партию возрождения Бенина, лидером которой в 1994 году стал Нисефор Согло.
Во время своего президентства Согло сосредоточил усилия на развитии экономики страны. Однако неолиберальные экономические реформы, которые проводило его правительство, не имели популярности среди населения и вызвали общественные беспорядки и падение популярности президента. Несмотря на это, его правительство заслуживает уважение за соблюдение демократических принципов и защите прав человека.
Во время президентских выборов 1996 года Согло снова выиграл первый тур, но во втором туре уступил Матье Кереку, набрав 47,51 % голосов избирателей. Согло обвиняли в фальсификациях, однако эти обвинения были отвергнуты конституционным судом.
Стремясь вернуть себе президентское кресло, Согло участвовал в выборах 2001 года, на которых проиграл Матье Кереку, получив 27,12 % голосов избирателей. Во время выборов 2006 года Согло не мог баллотироваться, поскольку достиг предельного возраста (70 лет); поэтому в этих выборах принял участие его сын Легади как кандидат от Партии Возрождения, заняв четвёртое место с 8,44 % голосов. Другой его сын, Гане, также участвовал в выборах, однако он показал очень плохой результат, набрав только 0,17 % голосов.
Нисефор Согло и его партия одержали победу на муниципальных выборах в городе Котону в декабре 2002 — январе 2003. 13 февраля 2003 года городской совет избрал Согло на пост мэра города. В тот же день он принёс присягу.
В феврале 2005 года поступило ложное сообщение о смерти Согло, когда тот был госпитализирован в Американском госпитале Парижа, расположенном в Нёйи-сюр-Сен.
По результатам муниципальных выборов 2008 года Согло был переизбран на пост мэра города Котону.
Супруга Согло Розин скончалась в июле 2021 года.